# ما نموتش (فلم)
ما نموتش فيلم تونسي سيناريو وإخراج النوري بوزيد صدر سنة 2012.

## ملخص
يصور الفيلم ملامح الحياة في تونس والتغيرات الطارئة عليها مع الأيام الأولى لثورة 14 يناير 2011 انطلاقا من معاناة فتاتين إحداهما محجبة ترفض الخضوع لأطماع مديرها وخلع حجابها أو تدنيسه، فيما تحلم الثانية بعالم الفن والتصميم غير أن رغباتها تتعارض مع مصالح زوج المستقبل فتتركه انتصارا لذاتها وحقها في اختيار مصيرها. شخصيتان عكستا حال البلاد التي تحولت لأرض صراع بين علمانيين بخطابهم الحداثي وإسلاميين بعضهم يخير الاعتدال والحوار وبعضهم الآخر يتسلح بالقوة ويدعو للجهاد وتكفير المختلف عنهم فكريا.

## الممثلون
- سهير بن عمارة في دور عائشة
- نور مزيو في دور زينب
- لطفي العبدلي في دور إبراهيم
- براهم العلوي في دور حمزة

## الجوائز
- جائزة أفضل فيلم من مهرجان الأقصر للسينما الإفريقية
- جائزة الإخراج في الدورة الماضية من مهرجان أبو ظبي السينمائي.

عرض في الدورة الأخيرة من أيام قرطاج السينمائية ضمن مسابقة الأفلام الطويلة غير أنه لم يتوج بأي جائزة. وعبرت الممثلة فاطمة بن سعيدان عن استغرابها من نيل الفيلم لجائزة أحسن فيلم بمهرجان أبو ظبي السينمائي، واعتبرت أنه لم يكن في حجم الانتظار.

## روابط خارجية
- مقالات تستعمل روابط فنية بلا صلة مع ويكي بيانات